# Santo Antônio do Aventureiro
Santo Antônio do Aventureiro è un comune del Brasile nello Stato del Minas Gerais, parte della mesoregione della Zona da Mata e della microregione di Cataguases.